# 夕映え天使
『夕映え天使』（ゆうばえてんし）は、浅田次郎による日本の短編小説集。2008年12月に新潮社から刊行された。表題作を始めとする6編からなる。
そのうちの1つ「琥珀」が2017年9月にテレビドラマ化された。

## 収録作品
- 夕映え天使
- 切符
- 特別な一日
- 琥珀
- 丘の上の白い家
- 樹海の人

## 書籍情報
- 単行本：2008年12月19日発売[1]、新潮社、ISBN 978-4-10-439403-6
- 文庫本：2011年6月28日発売[2]、新潮文庫　、ISBN 978-4-10-101926-0

## テレビドラマ
『浅田次郎ドラマスペシャル「琥珀」』は、2017年9月15日の21:00 - 23:08にテレビ東京系で放送された。主演は西田敏行。
2024年10月17日に西田敏行が死去したことを受け、10月20日の日曜ミステリー枠(関東ローカル)で「追悼 西田敏行さん」として再放送された（ただ、放送枠の都合により一部シーンをカットした短縮版での放送）。系列局のテレビ北海道では10月31日にTVh☆セレクション(2部)枠にて放送。

### キャスト
- 米田勝己（警視庁吉祥寺警察署 刑事課 巡査部長・4日後に定年退職） - 西田敏行[5]
- 平井幸子（魚津市の喫茶店「琥珀」の唯一の常連客・魚津漁協の従業員・荒井に思いを寄せる人妻） - 鈴木京香[6]
- 依田悟志（魚津の交番勤務の巡査） - 工藤阿須加[7]
- 敦美（町の洋品店の店員・悟志の恋人） - 川島海荷[8]
- 平井武雄（幸子の夫・元漁師・幸子の運転する車に同乗中に事故に遭い腰の骨を折り歩けなくなる） - 菅原大吉[9]
- 川俣圭子（川俣の妻・25年前死亡） - 須藤温子[9]（若き日：多田ありさ[10]）
- 民宿「有磯」の妻 - 白石珠江[9]
- 萩尾（警視庁吉祥寺警察署 刑事課 課長） - 春風亭昇太[9]
- 民宿「有磯」の夫 - 志賀廣太郎[9]
- 荒井敏男（魚津市の喫茶店「琥珀」店主・25年前の未解決事件「吉祥寺・放火殺人事件」被疑者・本名「川俣新太郎」） - 寺尾聰[9]（若き日：見寺剛[10]）
- 猪野学[10]、野仲イサオ[10]、ノモガクジ[10]

### スタッフ
- 原作 - 浅田次郎『夕映え天使』所収「琥珀」（新潮文庫刊）
- 脚本 - 岡田惠和
- 監督 - 雨宮望
- 音楽 - 本田聖嗣
- 挿入歌 - 『知りたくないの』（鈴木京香演ずる平井幸子が劇中で歌う。原曲は菅原洋一。作詞：Howard Barnes、訳詩:なかにし礼、作曲：Don Robertson）
- ロケ協力 - 富山県ロケーションオフィス、魚津市役所、黒部市役所、朝日町役場、黒部峡谷鉄道、富山地方鉄道、あいの風とやま鉄道、ほたるいかミュージアム　ほか
- アクション - ユーデンフレームワークス
- 操演 - パイロテック
- カースタント - ウェルムーブ
- 技術協力 - アップサイド
- 美術協力 - KHKアート
- 装飾 - ケイプランニング
- スタジオ - 東宝スタジオ
- 企画協力 - 新潮社
- 協力プロデューサー - 石橋冠
- プロデューサー - 山鹿達也、小松幸敏、佐藤毅（東宝映画）
- 製作 - テレビ東京、東宝映画